# Карл Блох

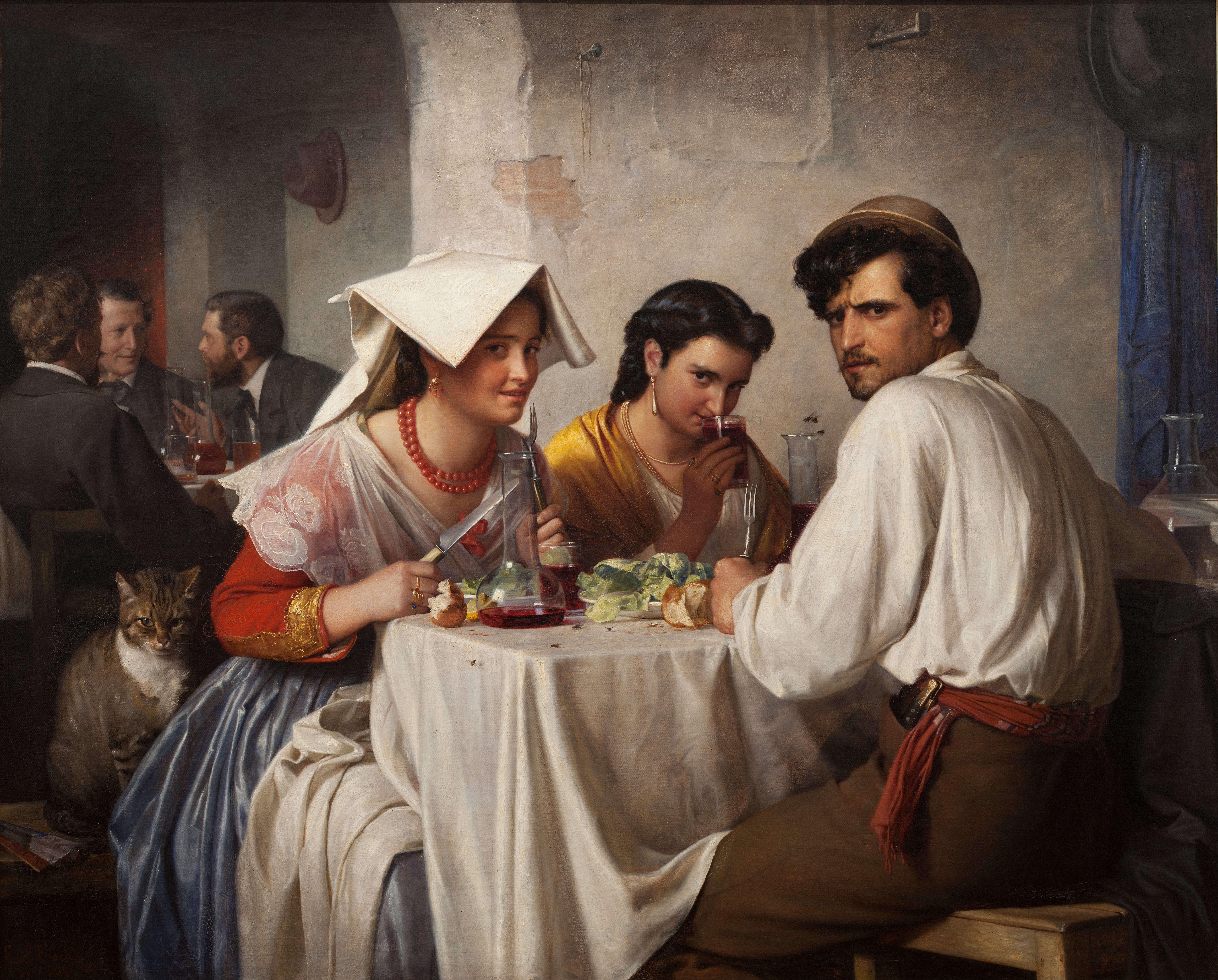
«В римській остерії», 1866

Карл Генріх Блох (дан. Carl Heinrich Bloch; 23 травня 1834, Копенгаген — 22 лютого 1890, Копенгаген) — данський художник.
Народився в сім'ї торговця Йоргена Пітера Блоха. Навчався у Вільгельма Марстранда в Королівській данській академії мистецтв (Det Kongelige Danske Kunstakademi).
Ранні роботи зображували сільські пейзажі з повсякденного життя. У період 1859—1866 рр. отримав грант і навчався в Голландії, Франції та Італії, де вивчав роботи старих майстрів. Після смерті вчителя Вільгельма Марстранда закінчив розпис церемоніального залу Копенгагенського університету.
Першим успіхом був «Звільнений Прометей», виставлений в Копенгагені в 1865 році. Після смерті Марстранда закінчив розпис церемоніального залу Копенгагенського університету. З 1865—1879 рр. написав 23 картини із зображенням сцен з життя Христа. Оригінали, написані в цей період, до теперішнього часу зберігаються в палаці Фредериксборг.

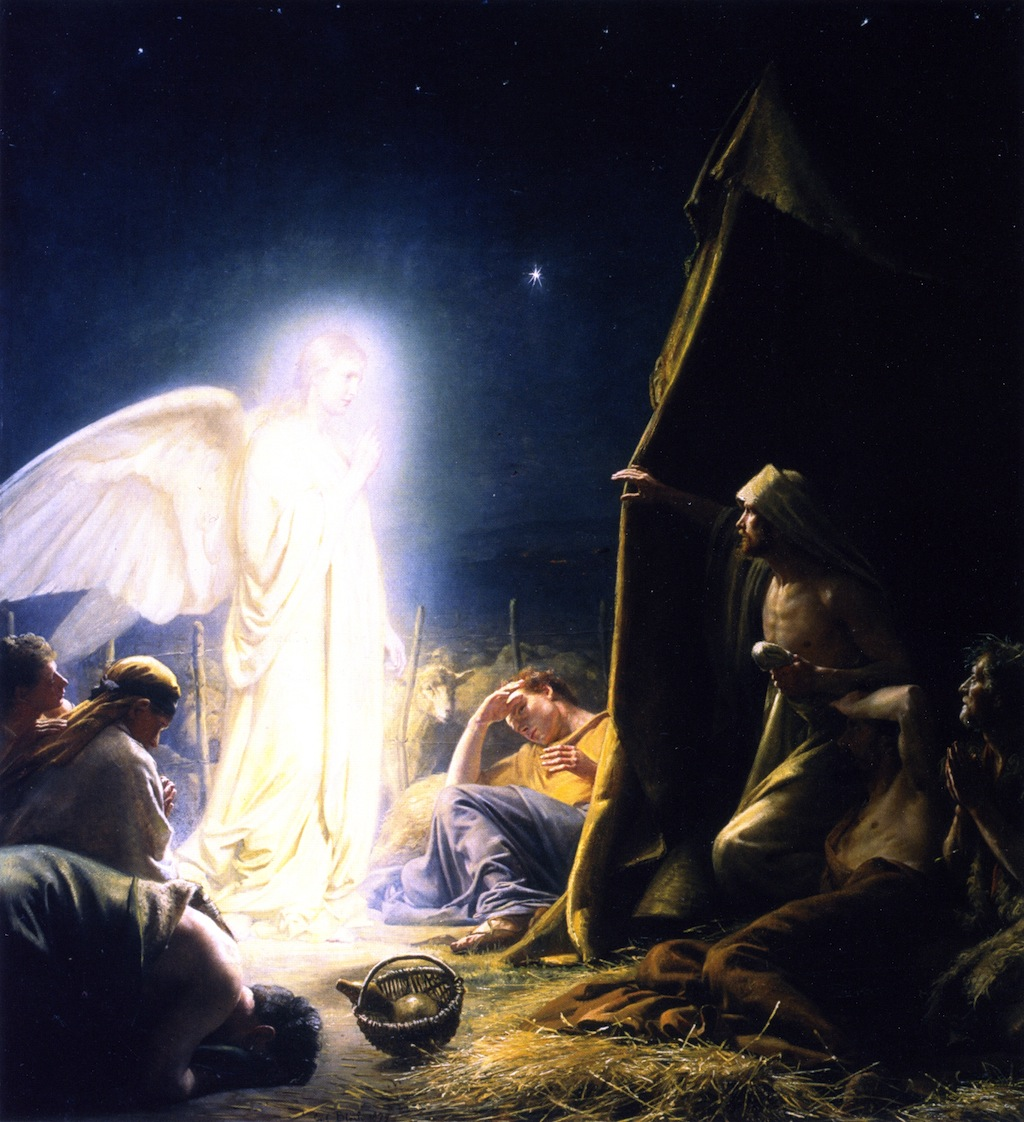
Пастухи і Ангел
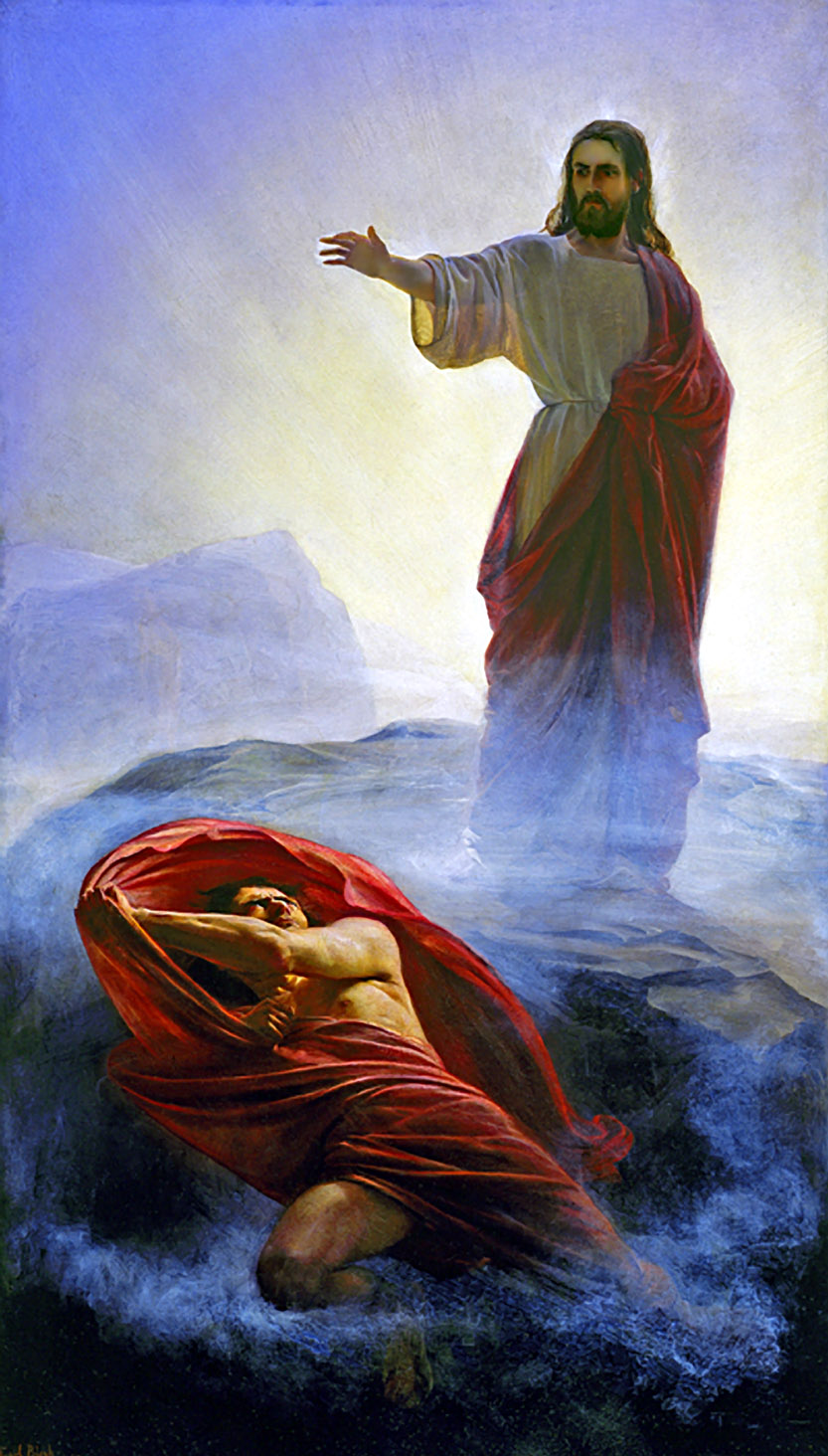
Спокуса Христа
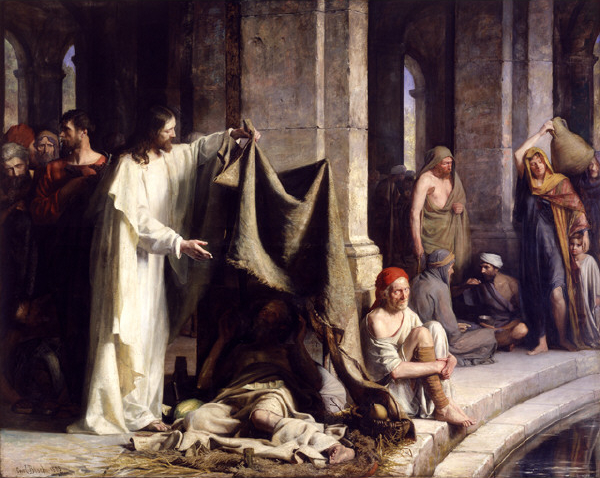
Зцілення розслабленого
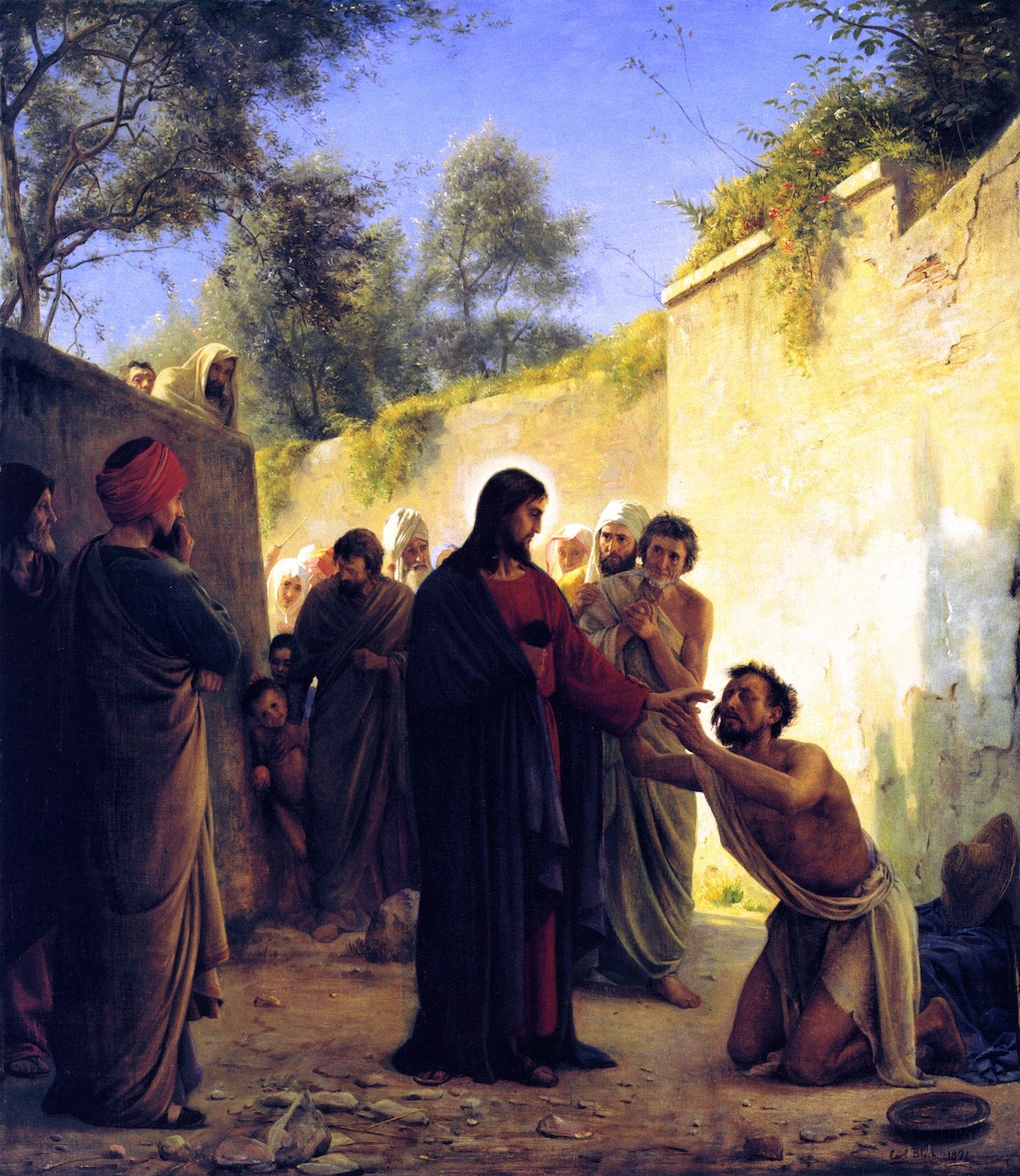
Зцілення сліпого Христом
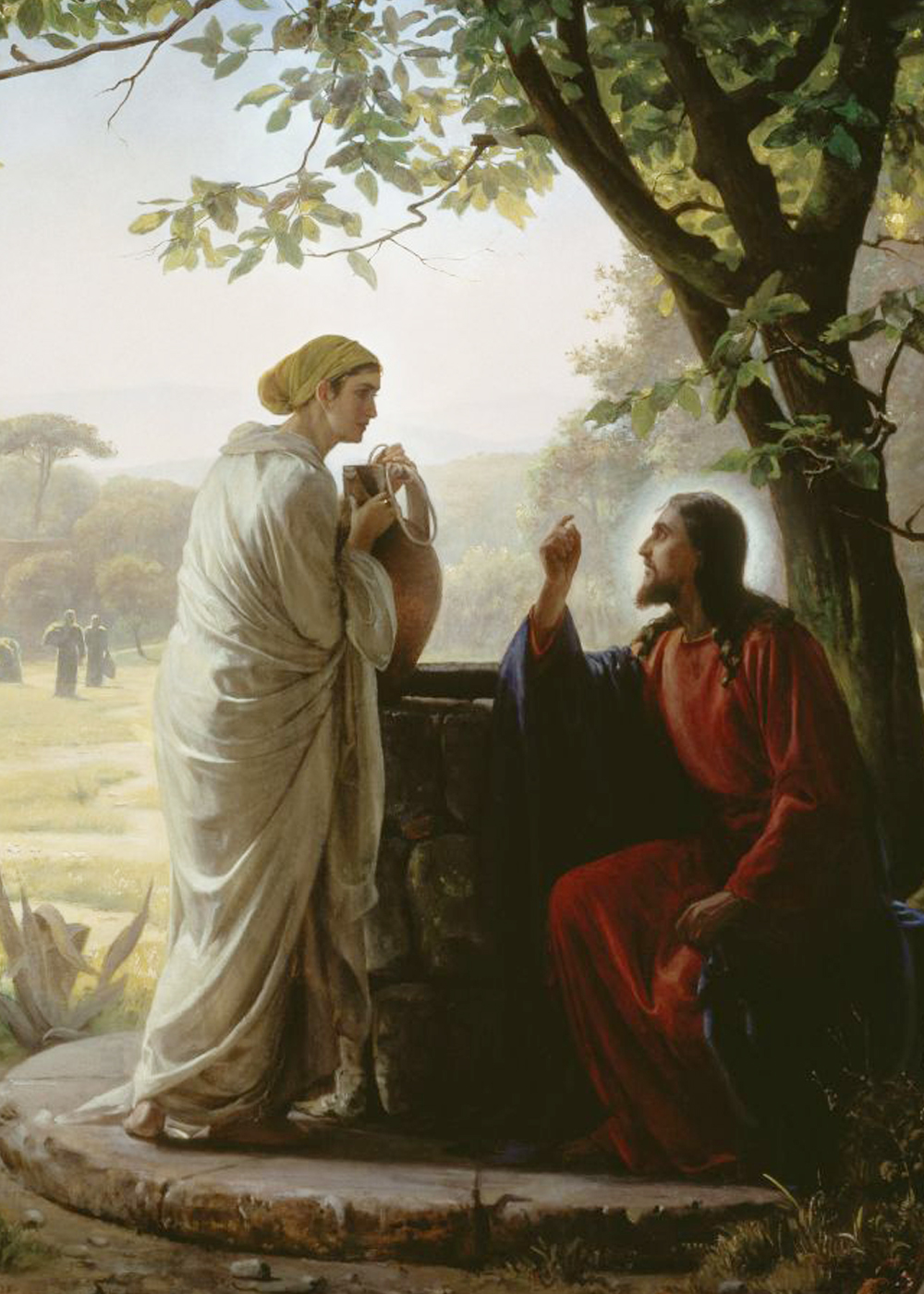
Жінка біля криниці
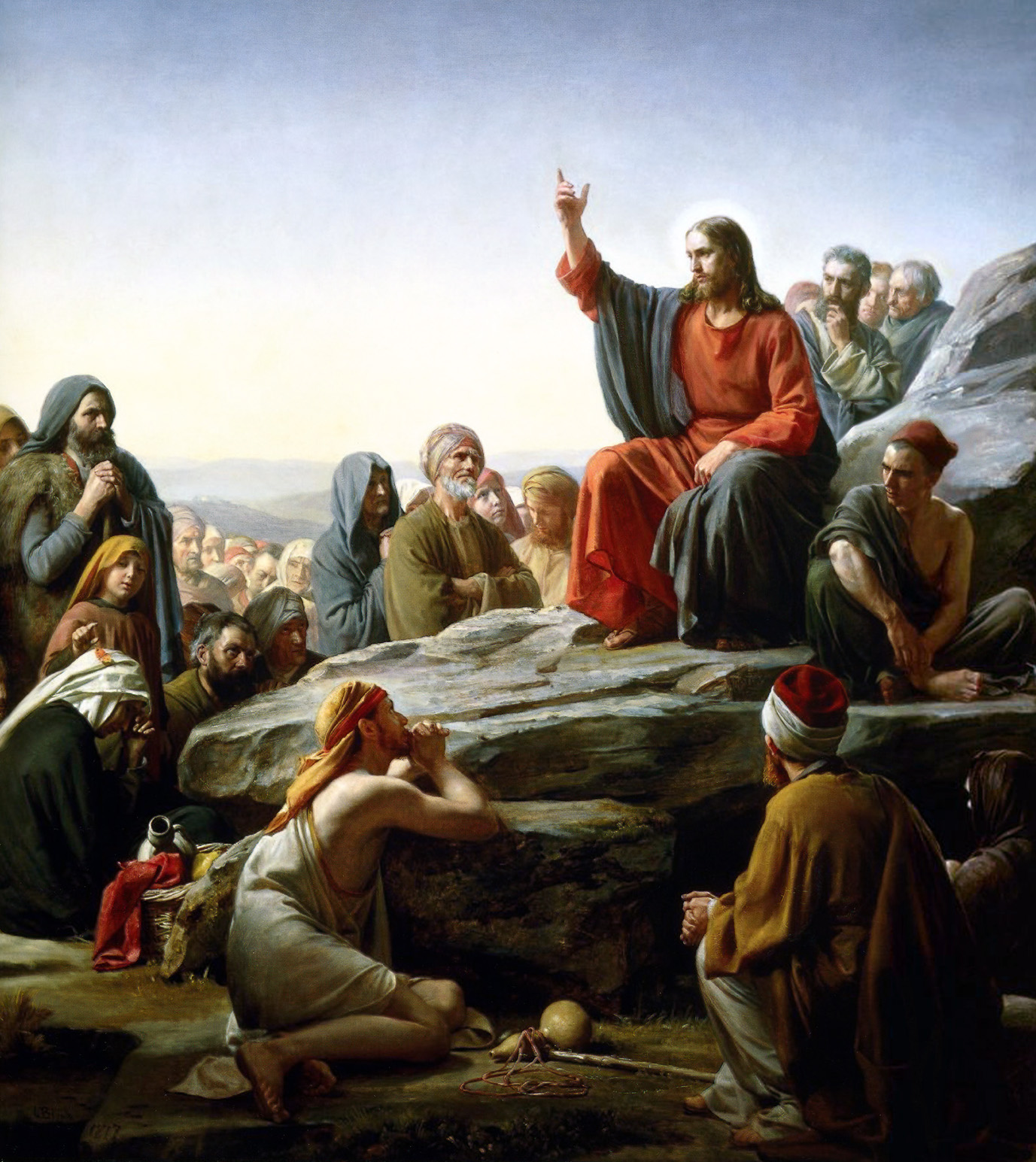
«Нагірна проповідь»
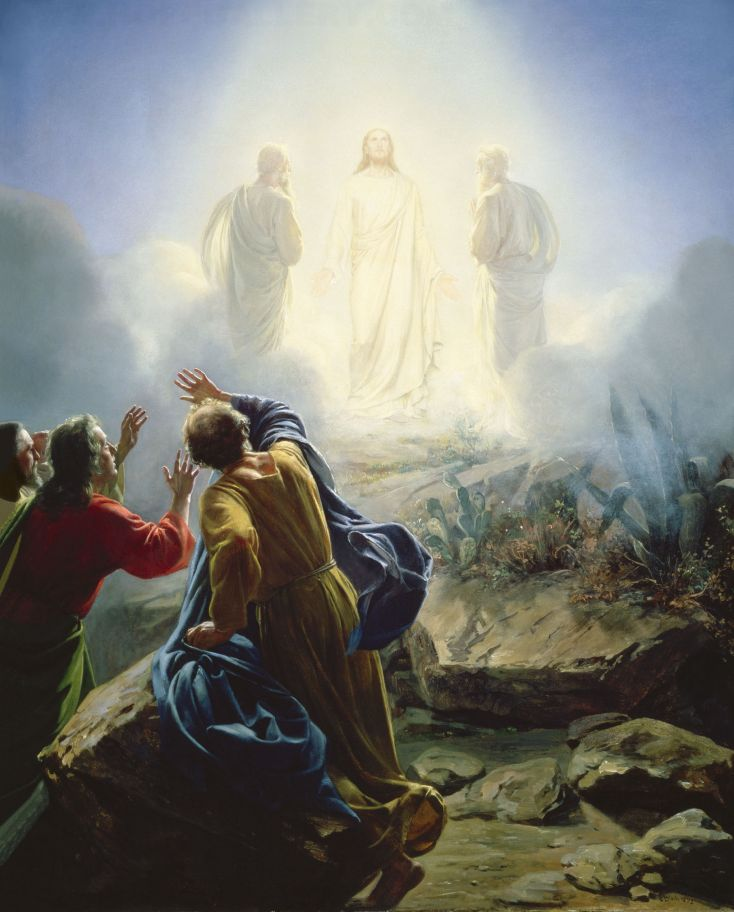
Преображення
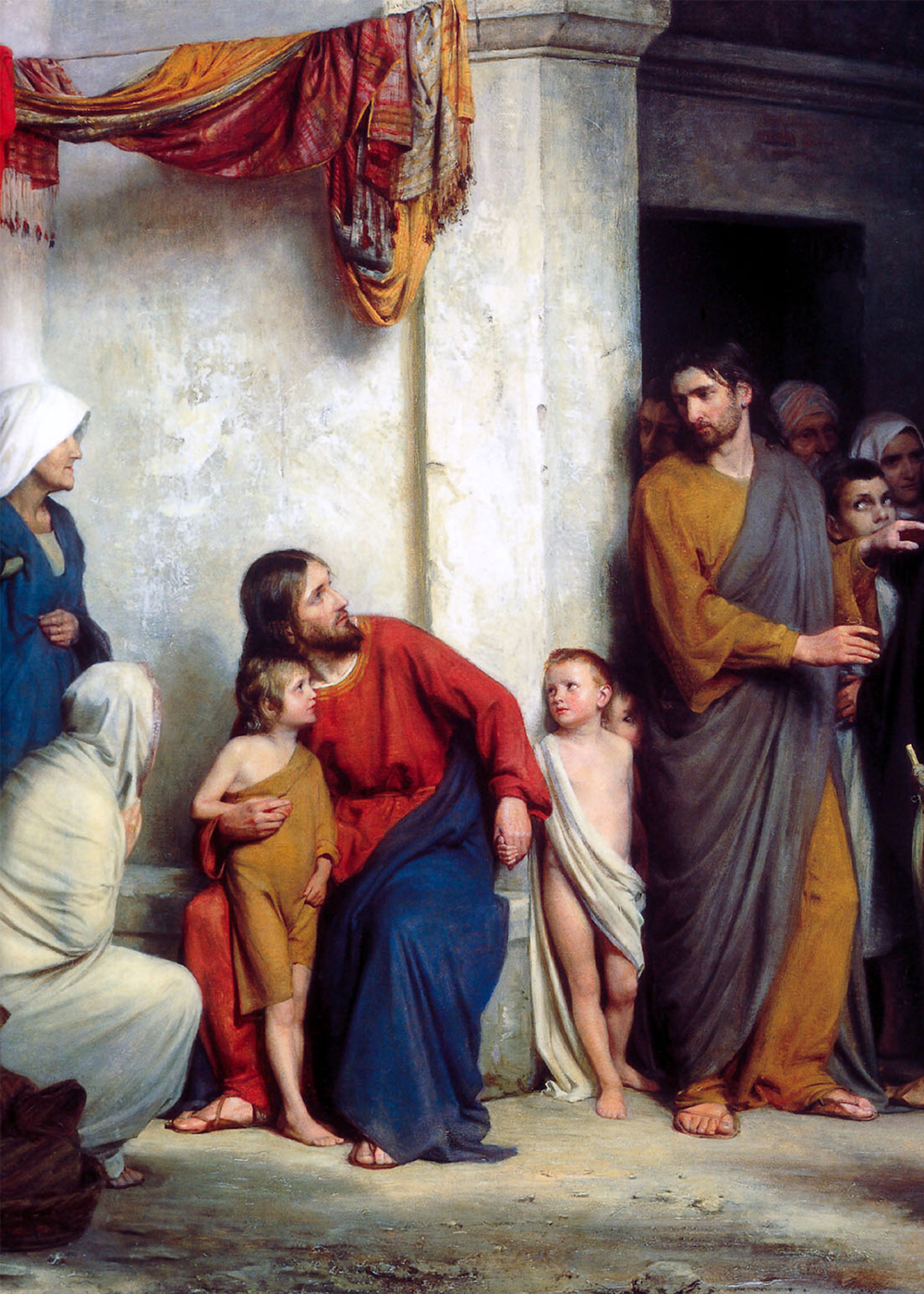
Не заважайте дітям прийти до Мене
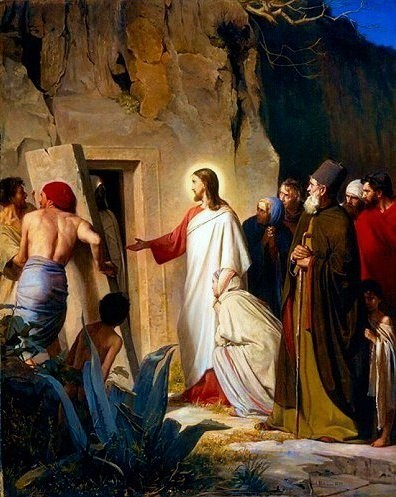
Воскрешення Лазаря
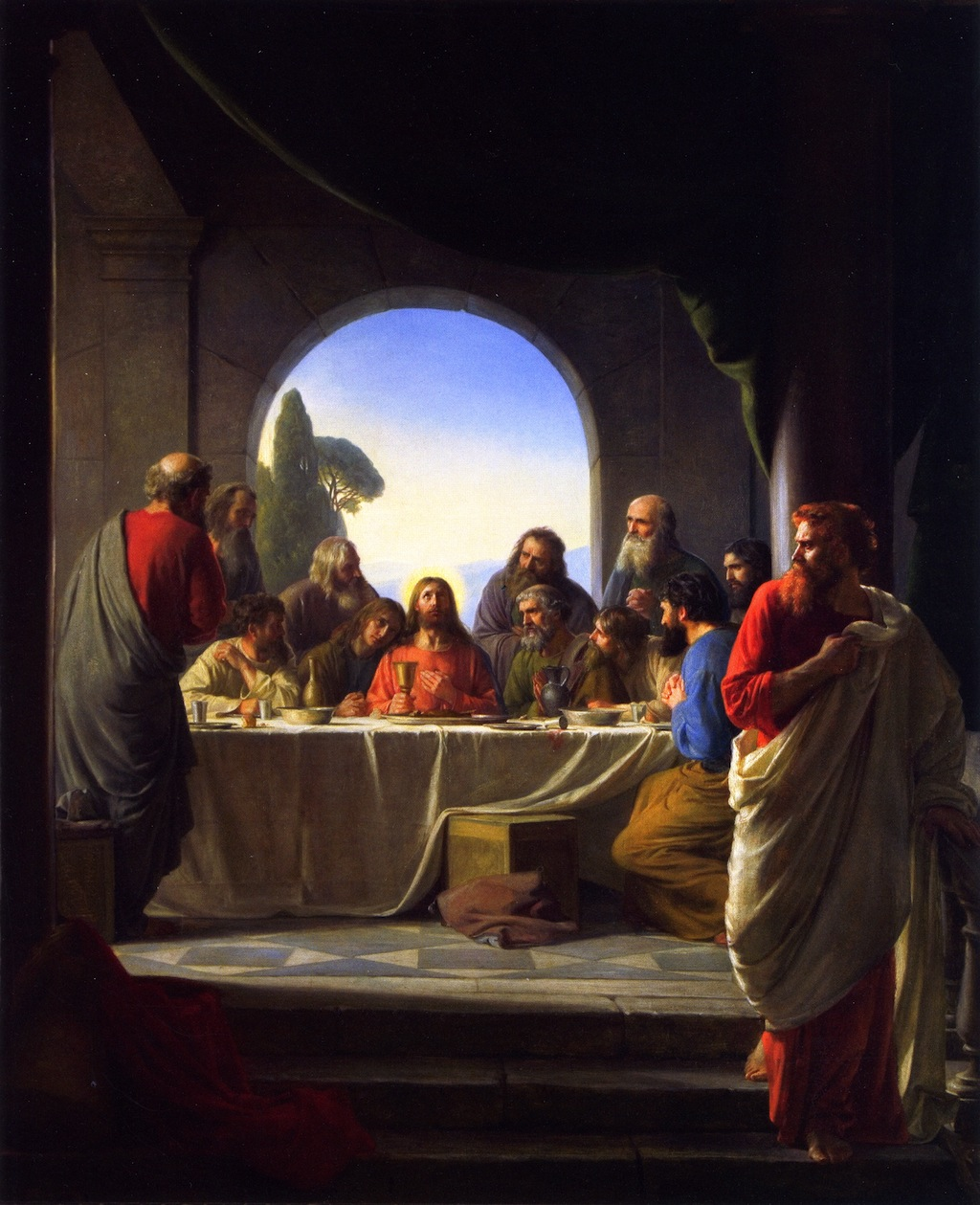
Тайна Вечеря
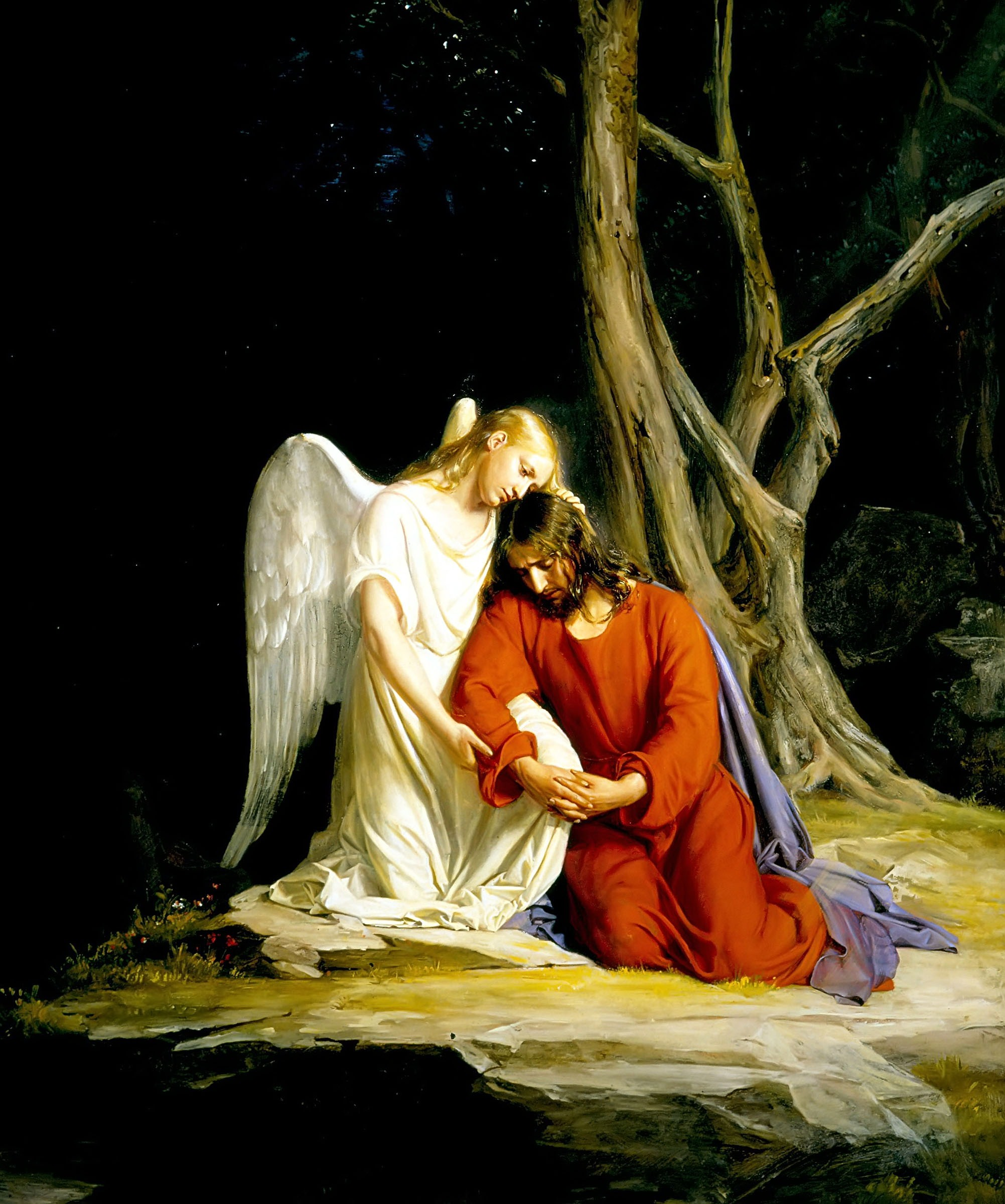
Гефсиманський сад
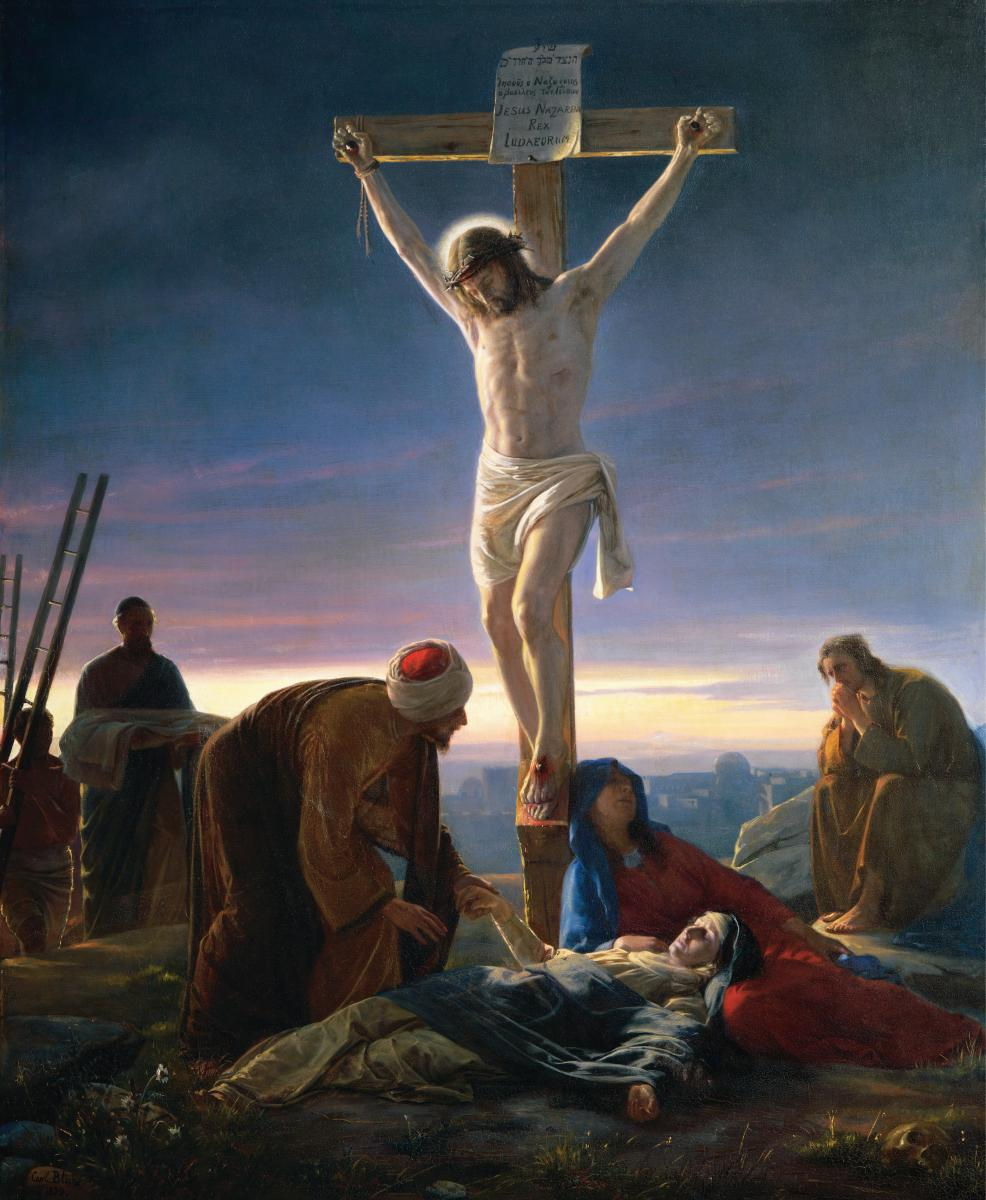
Христос на Хресті
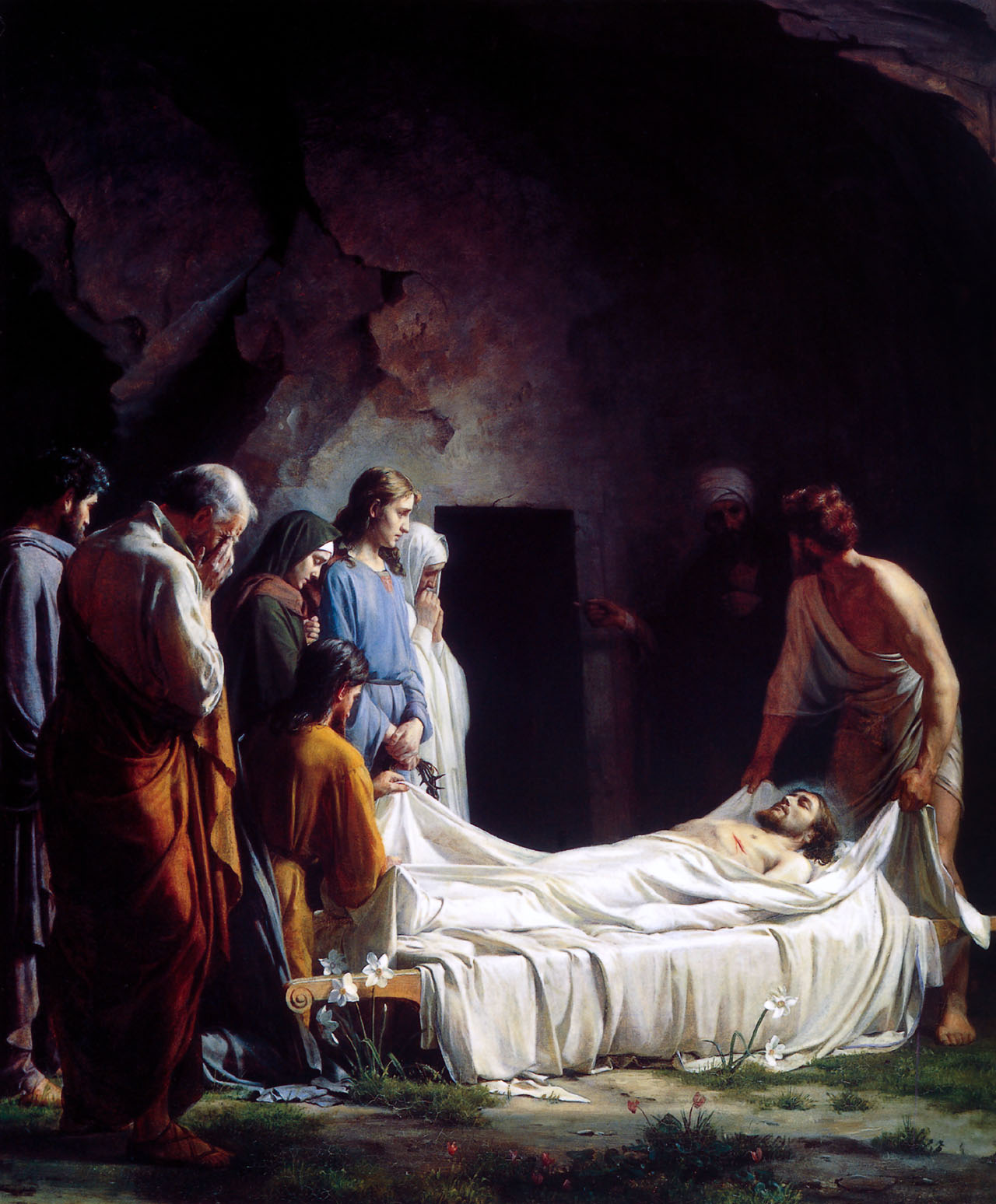
Поховання Христа
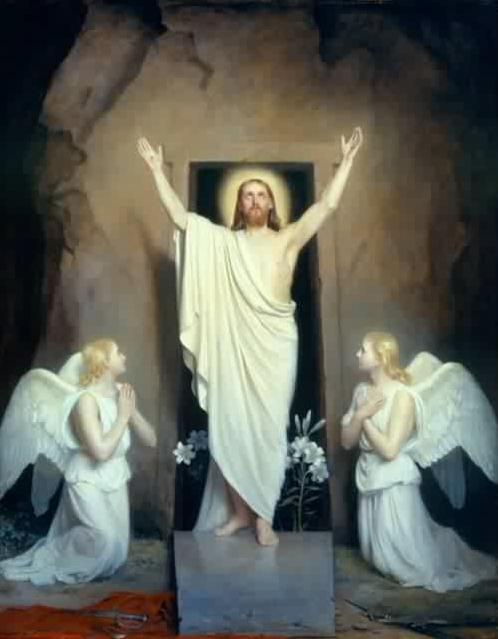
Воскресіння Христа